# Buurse

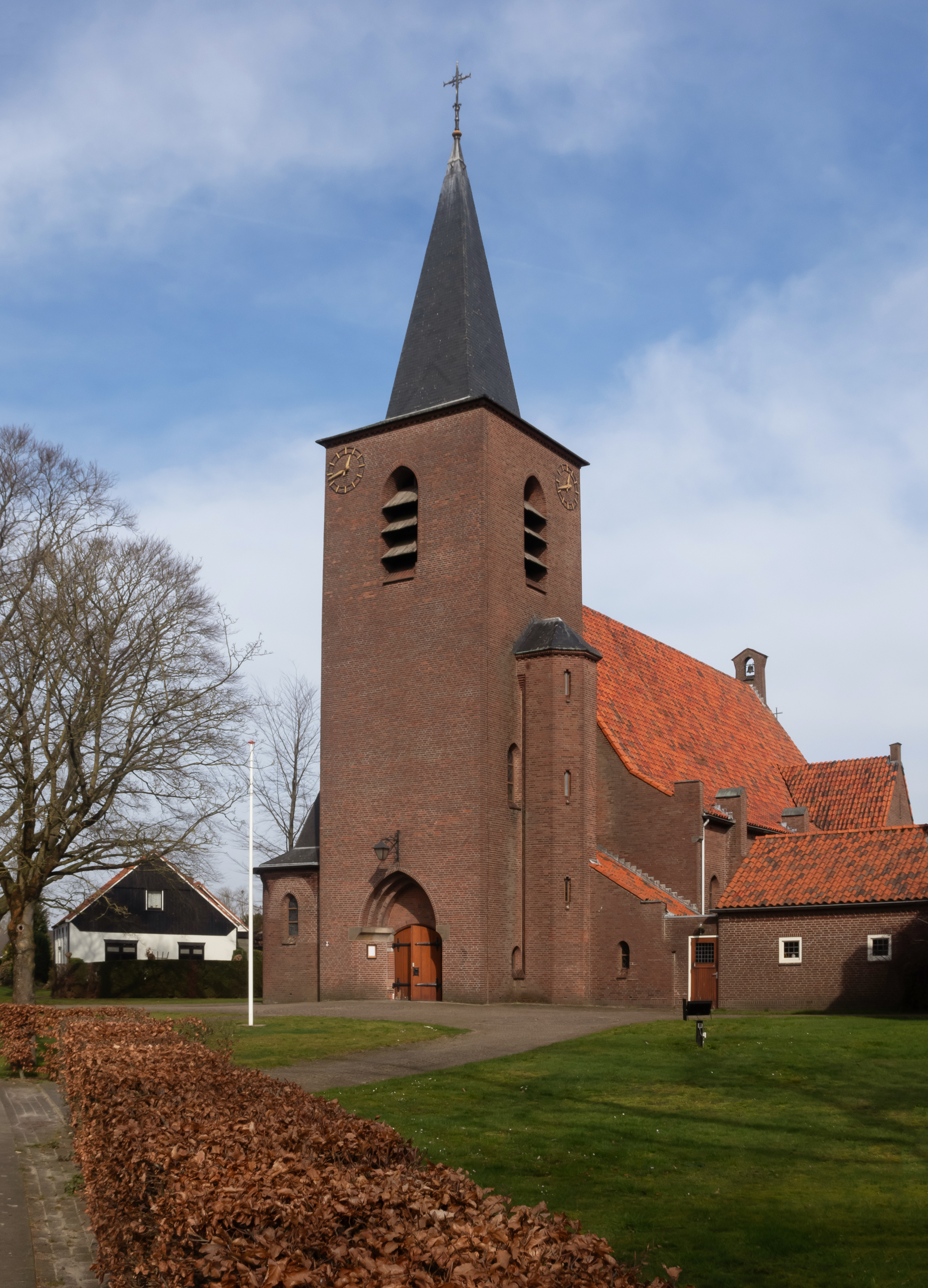
Buurse, katholische Kirche

Buurse ist ein kleines Dorf in der niederländischen Provinz Overijssel. Es gehört zu der Gemeinde Haaksbergen und zählt 1.505 Einwohner.

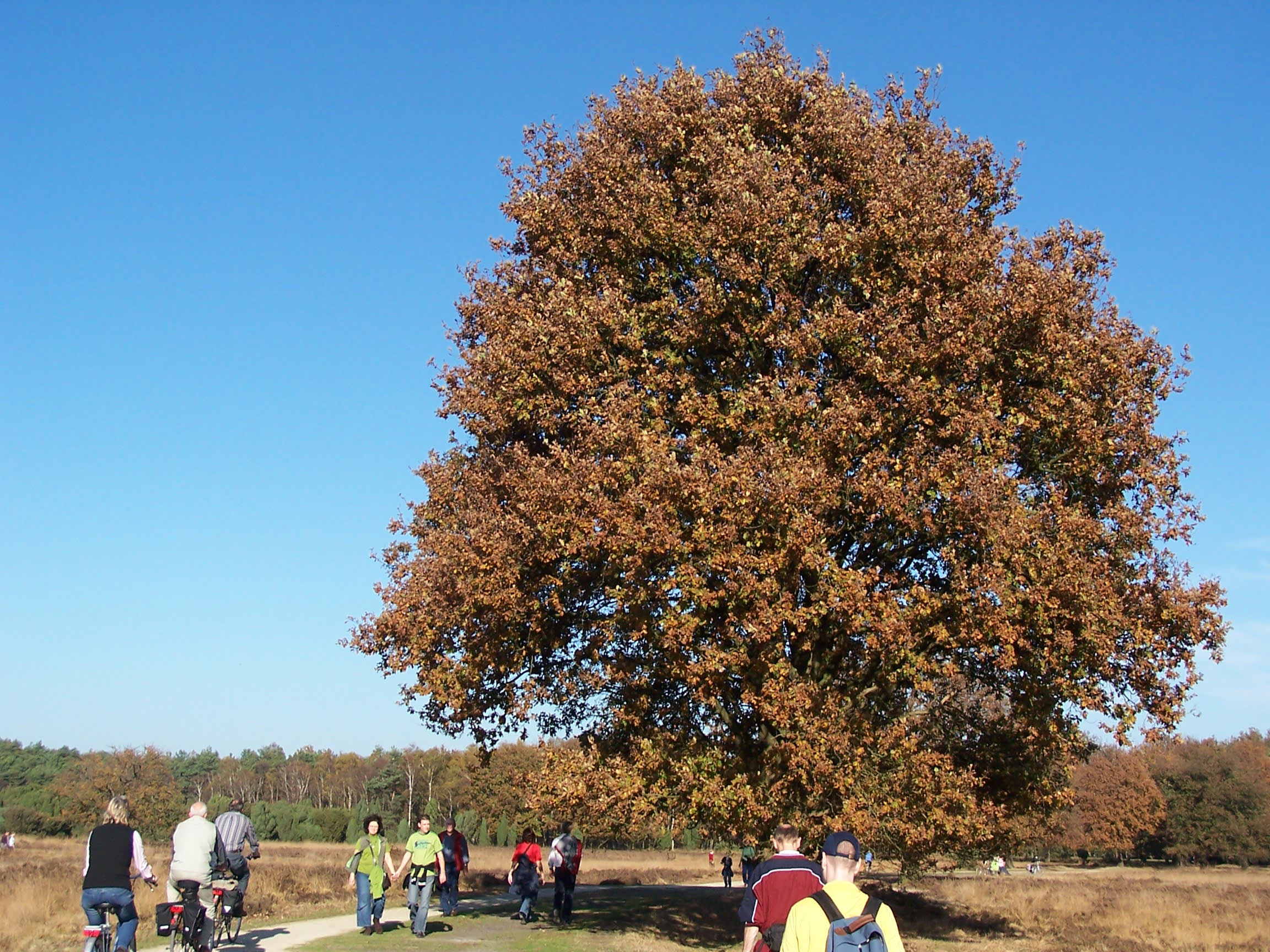
Die Umgebung von Buurse im Herbst

## Geschichte
Nahe dem heutigen Buurse wurde das Gebiet wahrscheinlich bereits um 800 v. Chr. bewohnt. Das Dorf Haaksbergen entstand erst um 800 n. Chr. als Landbausiedlung am Fluss Buurser Beek. Buurse liegt im Südosten von Haaksbergen, nahe der deutschen Grenze und hat den Namen „Parel van Haaksbergen“ (Perle von Haaksbergen) wegen des Naturgebietes, unter anderen des Buurserzands.
Buurse verfügt über zwei Kirchen, eine evangelische („Maranatha“) und eine katholische („Maria Praesentatie“), mehrere gastronomische Betriebe und einen Hollandmarkt.